# 皮德利斯內 (特諾皮爾區)
49°31′14″N 24°55′25″E / 49.52056°N 24.92361°E
皮德利斯內（烏克蘭語：Підлісне）是位於烏克蘭西南部的村莊，由泰爾諾皮爾州泰爾諾皮爾區的貝雷扎尼市鎮負責管轄。該村面積5.3平方公里，2014年人口262，人口密度每平方公里554.7人。